# Kai-Wen Lan
Kai-Wen Lan (* 1979 in Taipeh) ist ein taiwanesischer Mathematiker, der sich mit Zahlentheorie, automorphen Formen und Shimura-Varietäten befasst.

## Leben
Kai-Wen Lan studierte an der Nationaluniversität Taiwan mit dem Bachelor-Abschluss 1999 und wurde 2008 an der Harvard University, an der er seit 2003 war, bei Richard Taylor promoviert (Arithmetic Compactifications of PEL-type Shimura Varieties). Er lehrte 2008 bis 2012 als Veblen Instructor an der Princeton University und war gleichzeitig am Institute for Advanced Study. 2012 wurde er Assistant Professor an der University of Minnesota.
Er untersuchte in seiner Dissertation, die auch als Monographie von über 1000 Seiten erschien, arithmetische Kompaktifizierungen von Shimura-Varietäten mit PEL-Strukturen (Polarisierungs-, Endomorphismen- und Level-Strukturen). Er setzte damit ein von Gerd Faltings und Ching-Li Chai begonnenes Programm fort.
2014 wurde er Sloan Fellow.